# Alois Mžourek
Alois Mžourek (12. dubna 1915 Hospozín – 16. října 1944 Lowfield Heath) byl český pilot 311. československé bombardovací perutě.

## Život

### Před druhou světovou válkou
Alois Mžourek se narodil 12. dubna 1915 v Hospozíně u Velvar. Vyučil se automechanikem, od roku 1932 žil v Libkovicích. V rámci akce 1000 pilotů republice absolvoval v roce 1936 v Praze pilotní školu.

### Druhá světová válka
Po německé okupaci opustil Alois Mžourek koncem července 1939 Protektorát Čechy a Morava a přes Polsko odešel do Francie, kde vstoupil do cizinecké legie. Po přesunu do Alžírska prodělával výcvik v Sidi-Bel-Abbès. Po vypuknutí druhé světové války byl ze závazku uvolněn a přes Marseille se přesunul do Agde, kde byl 26. září 1939 přičleněn k letecké skupině zde vznikající jednotky Československé armády v zahraničí. Po zaškolení na francouzskou leteckou techniku v Avord a Istres byl v Châteauroux zařazen do jednotky GC I/32, posléze jako operační pilot do GC I/35. Po pádu Francie v červnu 1940 se přes Gibraltar evakuoval do Spojeného království, kde byl 2. srpna 1940 přijat do Royal Air Force. Po výcviku v Bassingbourne byl jako pilot zařazen k 311. československé bombardovací peruti. První operační let absolvoval na postu druhého pilota 11. května 1941 a to nad Hamburk. Prvním pilotem byl ustanoven 12. srpna 1941, předepsaným 33. operačním letem ukončil první operační turnus 15. listopadu téhož roku. Poté sloužil jako přelétávací a testovací pilot. Dne 24. prosince 1942 se oženil s příslušnicí Ženských pomocných leteckých sborů Joyce E. Turnerovou, manželům se v roce 1944 narodil syn. Druhý operační turnus k 311. peruti nastoupil v polovině dubna 1943 a ukončil jej 5. listopadu téhož roku, kdy byl převelen k jednotce 3. Delivery Flight do Cattericku k přelétávání opravených letadel. Posléze byl přeložen k 1. Delivery Flight. Již jako její příslušník a náhradník za nemocného kolegu odstartoval dne 16. října 1944 z letiště Gatwick na stroji de Havilland Mosquito NF Mk.XXX NV531, který měl přeletět do Belgie. Necelý kilometr po vzletu se z neznámých příčin zřítil u lokality Lowfield Heath a v troskách letadla zahynul. Pohřben byl v rodišti manželky Bury St Edmunds.

## Rodina
Manželka Aloise Mžourka Joyce se po skončení války přestěhovala se synem do Československa. Po komunistickém převratu v roce 1948 čelila ústrkům. Podruhé se vdala za Slavoše Kadečku, kterému poté nebylo povoleno dokončit studia. Pracovala jako překladatelka knih, učitelka angličtiny, odborně spolupracovala na filmu Nebeští jezdci. V roce 1996 se v Praze setkala s královnou Alžbětou II. a princem Charlesem. Angažovala se v Armádě spásy, zemřela v roce 2006. Městská část Praha 2 jí udělila titul čestné občanky a na jejím domě nechala umístit pamětní desku.

## Ocenění

### Vyznamenání
- 3x Československý válečný kříž 1939
- Československá medaile za zásluhy I. stupně
- Pamětní medaile československé armády v zahraničí
- Válečná medaile 1939–1945

### Posmrtná ocenění
- Alois Mžourek byl in memoriam povýšen do hodnosti plukovníka